# Большое Кузёмкино (Тверская область)
 Большое Кузёмкино  — деревня в Лесном муниципальном округе Тверской области.

## География
Находится в северо-восточной части Тверской области на расстоянии приблизительно 5 км по прямой на север по прямой от районного центра села Лесного.

## История
Деревня была отмечена уже на карте Менде (состояние местности на 1848 год). В 1859 году здесь (тогда деревня Весьегонского уезда Тверской губернии) было учтено 13 дворов. До 2019 года входила в состав ныне упразднённого Бохтовского сельского поселения.

## Население
Численность населения: 97 человек (1859 год), 24 (русские 96 %) в 2002 году, 19 в 2010.